# Lis Starcke
Lis Starcke (født 30. juli 1909 i Nykøbing Falster, død 12. december 1998) var en dansk fysioterapeut og politiker. Hun var medlem af Folketinget for Danmarks Retsforbund fra 1977 til 1981.
Starcke blev født Elisabet Baltzer Kristoffersen 30. juli 1909 i Nykøbing Falster som datter af boghandler Viggo Kristoffersen og hustru Elisabeth Kristoffersen. Hun blev student fra Nykøbing Katedralskole i 1927 og gik på Statens Gymnastikinstitut 1928-29 og blev uddannet fysioterapeut på Lunds Kursus 1929-31. Starcke underviste i gymnastik, gymnastikteori, patologi og sygegymnastik på Junkers Gymnastikinstitut i Silkeborg 1931-35. Hun blev gift 2. september 1935 med Viggo Starcke som senere blev minister og folketingsmedlem.
Starcke var medlem af Danmarks Retsforbunds forbundsråd 1948-73 og igen 1976-78. Hun var byrådsmedlem i Lyngby-Taarbæk Kommune 1950-54 og folketingskandidat fra 1947. Hun blev valgt til Folketinget i Københavns Amtskreds ved valgene i 1977 og 1979 og var medlem fra 15. februar 1977 til 8. december 1981. I oktober 1974 var hun midlertidigt medlem af Folketinget som stedfortræder for Poul Westergaard.
Lis Starcke skrev bogen Sygegymnastikken i udvikling, Massageforeningens 25-års jubilæum.